# Hessen-Homburg-Denkmal

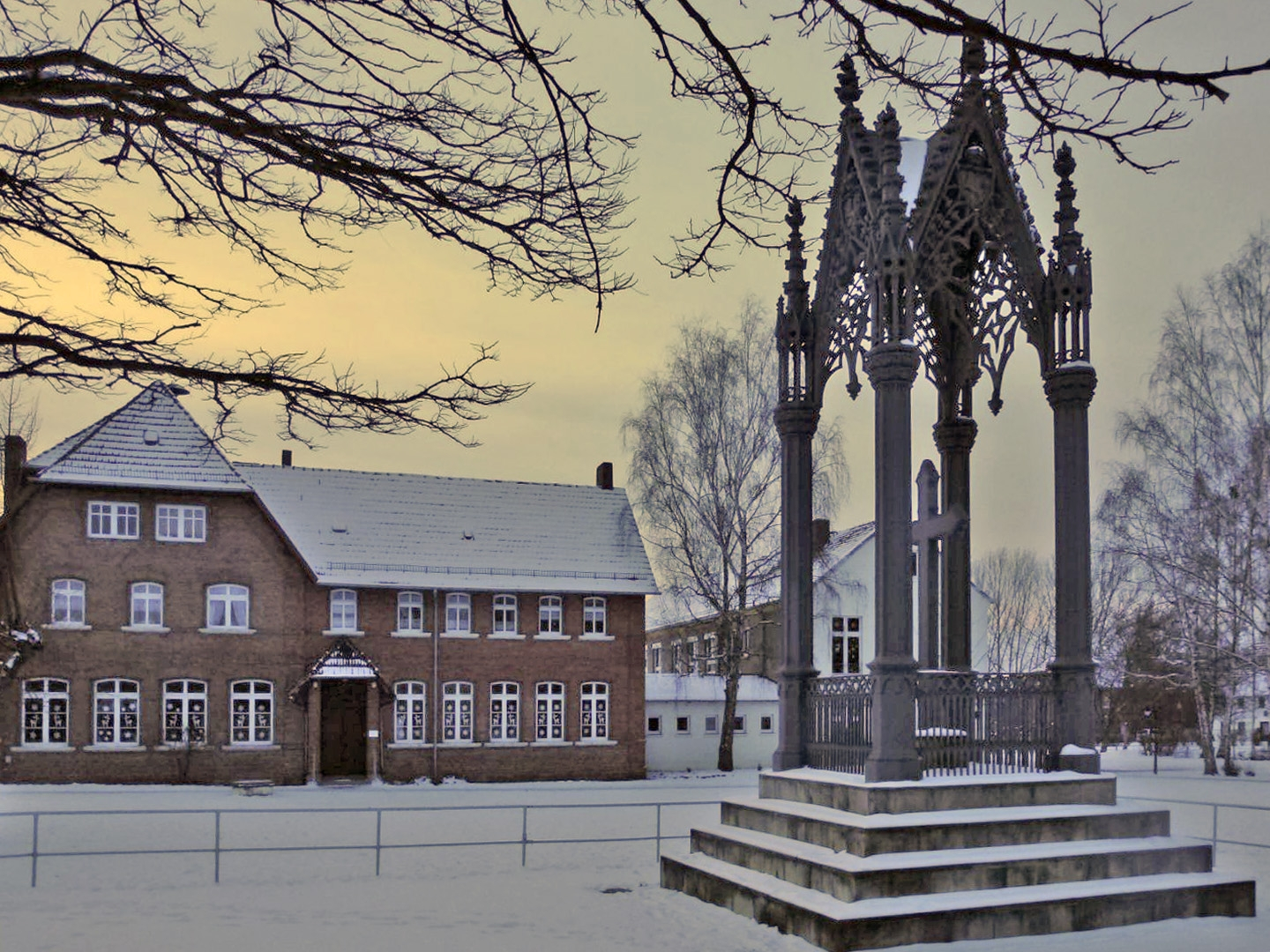
Hessen-Homburg-Denkmal, im Hintergrund die Scharnhorstschule von Großgörschen

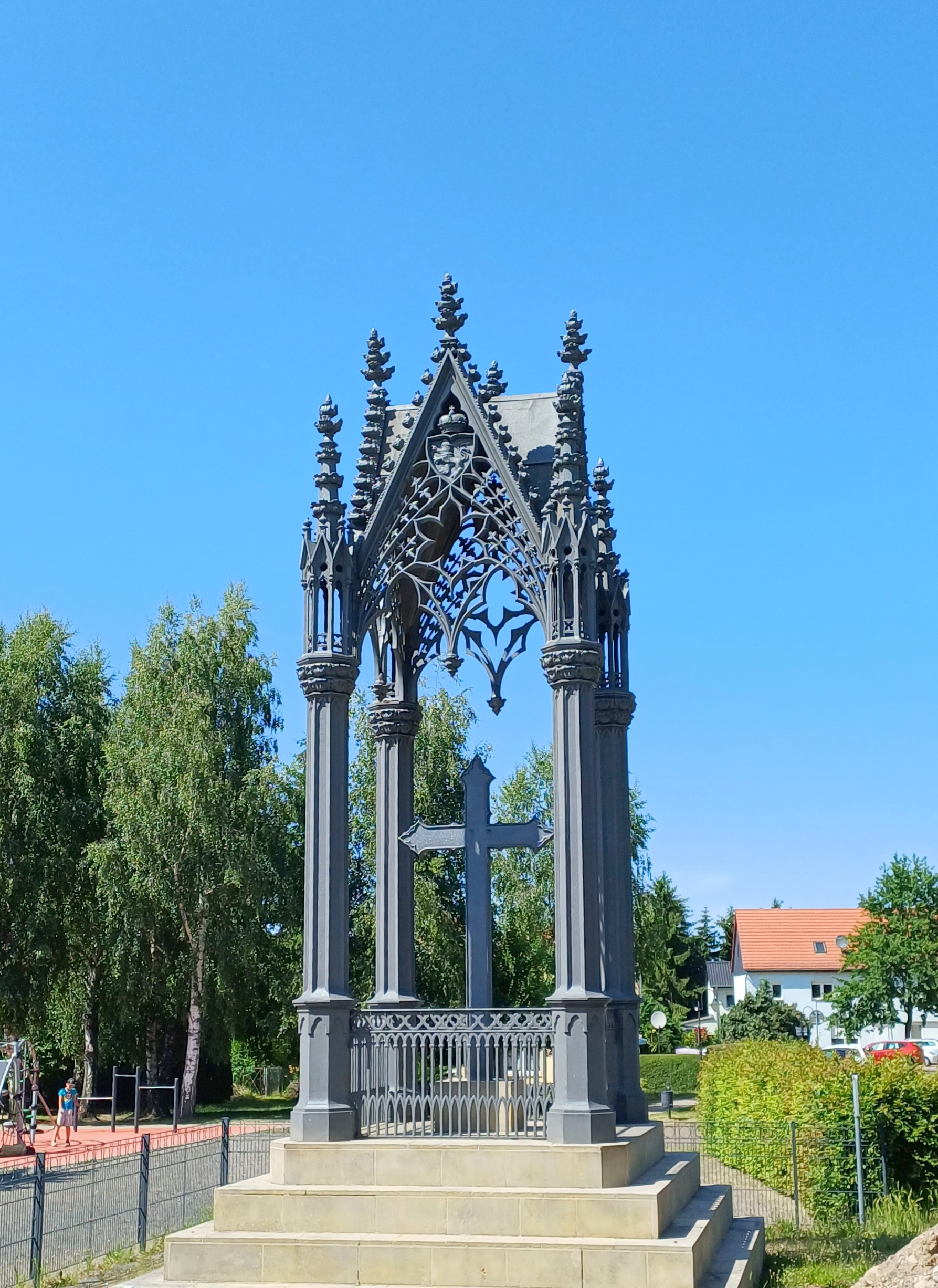
Hessen-Homburg-Denkmal von Großgörschen

Das Hessen-Homburg-Denkmal ist ein denkmalgeschütztes Kriegerdenkmal im Ortsteil Großgörschen der Stadt Lützen in Sachsen-Anhalt. Im örtlichen Denkmalverzeichnis ist der Gedenkstein unter der Erfassungsnummer 094 13113 als Baudenkmal verzeichnet.
Das Denkmal wurde für den am 2. Mai 1813 in der Schlacht bei Großgörschen gefallenen Prinzen Leopold von Hessen-Homburg auf Betreiben seiner Schwester Prinzessin Maria Anna Amalie von Hessen-Homburg errichtet. Entworfen wurde es von Karl Friedrich Schinkel. Die Einweihung fand 1815, zwei Jahre nach seinem Tod, statt. 1974 musste das Denkmal aufgrund Baufälligkeit infolge einer Durchrostung abgetragen werden. Heute steht seit dem 2. Mai 1999 an gleicher Stelle eine Kopie.
Die Inschrift des Denkmales lautet Hier starb den Tod der Ehre für Gott und Vaterland in der Schlacht den 2. Mai 1813, Leopold Victor Friedrich Prinz zu Hessen-Homburg, geboren den 10. Februar 1787.
Das Denkmal steht östlich der Scharnhorstschule an der Kreuzung Platz der Deutschen Einheit und Scharnhorststraße in Großgörschen.